# Marcel Briguiboul
Jean Pierre Marcel Numa Briguiboul (ur. 2 listopada 1837 w Sainte-Colombe-sur-l’Hers, zm. 20 marca 1892 w Nîmes) – francuski malarz i rzeźbiarz.
Był uczniem Léona Cognieta i Charles’a Gleyre’a. W 1859 wstąpił do Szkoły Sztuk Pięknych w Paryżu, gdzie poznał artystów takich jak Jean-Paul Laurens, Auguste Renoir i Claude Monet. W 1861 wystawiał swoje prace w Salonie Paryskim: jego malarstwo znajdowało się pod wpływem Hiszpanii, orientalizmu, a także impresjonizmu i symbolizmu Renoira. W 1863 zdobył medal III klasy. W 1882 przeniósł się do Castres i Monte Carlo, nie wystawiając już prac w Salonie.
Malarz, później także jego jedyny syn Pierre (w 1893) oraz wdowa po nim (w 1927) przekazali swój majątek i kolekcję sztuki Muzeum Goi w Castres. W jej skład wchodziły trzy dzieła Francisca Goi: Rada Kompanii Filipin, Portret Francisca del Mazo i Autoportret w okularach, które nadały muzeum prestiż i były przyczyną, dla której obrano w nim kierunek na sztukę hiszpańską. Obrazy te Briguiboul kupił 7 maja 1881 w Madrycie od José Antonia Teradillosa.